# Disney Fairies

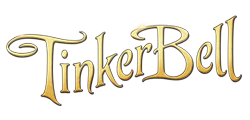
Logo dei film di Trilli.

Disney Fairies è un marchio con cui la Disney ha prodotto una serie di libri per bambini, un sito web, merchandising e film, in cui è protagonista Trilli, la fata del film di Peter Pan, di cui questo franchise è uno spin - off / prequel, insieme ad altre fate di film Disney; questo indica che può essere una versione alternativa della vita della fata.

## Libri targati Disney Fairies
Disney Libri ha pubblicato in Italia alcuni dei volumi della serie sotto il marchio Disney Fairies - Il mondo segreto di Trilli.

### Trilogia Fairy Dust
Trilogia scritta da Gail Carson Levine ed illustrata da David Christiana, edita da Disney Publishing Worldwide.
- Trilli e l'isola delle fate (Fairy Dust and the Quest for the Egg) (2005)
- Trilli e la bacchetta magica (Fairy Haven and the Quest for the Wand) (2007)
- Fairies and the Quest for Neverland (2010)

### Tales of Pixie Hollow
Serie di brevi romanzi illustrati scritti da autori vari ed editi da Random House, incominciata subito dopo la pubblicazione del primo libro della Levine.
- Trilli e il talento perduto (The Trouble with Tink) (2006) di Kiki Thorpe
- Beck e la guerra delle bacche (Beck and the Great Berry Battle) (2006) di Laura Driscoll
- Vidia e la corona scomparsa (Vidia and the Fairy Crown) (2006) di Laura Driscoll
- Lily e la pianta mistesiosa (Lily's Pesky Plants) (2006) di Kirsten Larsen
- Rani e le sirene (Rani in the Mermaid Lagoon) (2006) di Lisa Papademetriou
- Fira e la luna piena (Fira and the Full Moon) (2006) di Gail Herman
- A Materpiece for Bess (2006) di Laura Bergen
- Prilla and the Butterfly Lie (2007) di Kitty Richards
- Tink, North of Never Land (2007) di Kiki Thorpe
- Beck Beyond the Sea (2007) di Kimberly Morris
- Dulcie's Taste of Magic (2008) di Gail Herman
- Silvermist and the Ladybug Curse (2008) di Gail Herman
- Fawn and the Mysterious Trickster (2008) di Laura Driscoll
- Rosetta's Daring Day (2009) di Lisa Papademetriou
- Iridessa, Lost at Sea (2009) di Lisa Papademetriou
- Queen Clarion's Secret (2009) di Kimberly Morris
- Myka Finds Her Way (2010) di Gail Herman
- Lily in Full Bloom (2010) di Laura Driscoll
- Vidia Meets Her Match (2010) di Kiki Thorpe
- Four Clues for Rani (2011) di Catherine Daly
- Trill Changes Her Tune (2011) di Gail Herman
- Tink in a Fairy Fix (2011) di Kiki Thorpe
- Rosetta's Dress Mess (2012) di Laura Driscoll

### Step into Reading
Serie dedicata ai bambini di età prescolare.
- The Great Fairy Race (Step 3)
- A Fairy Tale (Step 3)
- A Game of Hide-and-Seek (Step 3)
- Tink's Treasure Hunt (Step 3)
- Beck's Bunny Secret (Step 3)
- Vidia Takes Charge (Step 3)
- New Friends (Step 3)
- The Fairy Berry Bake-Off (Step 4)
- Pixie Hollow Paint Day (Step 4)
- A Dozen Fairy Dresses (Step 4)
- Please Don't Feed the Tiger Lily (Step 4)
- A Fairy Frost (Step 4)

### Never Girls
Serie di romanzi spin-off pubblicata da Random House nel 2013 edita in Italia da Fabbri Editori.

### Altri libri
- In the Realm of the Never Fairies: The Secret World of Pixie Hollow (2006) [Guida illustrata] di Monique Peterson
- Festa a sorpresa (Mysterious Messages) [Libro Pop-up] (2006) di Tennant Redbank
- Prilla's Prize (2006) [Libro Pop-up] di Lisa Papademetriou
- Secret Fairy Homes (2006) [Libro Pop-up]
- Una poesia per Trilli (A Poem for Tink) (2006) [Libro Pop-up]
- Il sole d'argento (The Disappearing Sun) (2007) di Tennant Redbank
- Una conchiglia in regalo (The Shell Gift) (2007) di Tennat Redbank
- Fairies in Flight (2007) [Libro Pop-up] di Andrea Posner-Sanchez
- Welcome to Pixie Hollow (2012) [Guida illustrata] di Calliope Glass
- Wake UP, Croc! (2014) [Libro di cartone][2]
- Pirate Fairy Reusable Sticker Book (2014)

### Passport to Reading
Serie dedicata ai bambini di età prescolare
- Pixie Hollow Reading Adventures
- Disney Fairies: Meet Tinker Bell[2]
- Disney Fairies: Meet Zarina the Pirate Fairy[2]
- Disney Fairies: Meet Vidia
- Disney Fairies: Meet Periwinkle
- Disney Fairies: Meet Fawn the Animal-Talent Fairy
- Disney Fairies: Meet Nyx the Scout Fairy
- Disney Fairies: Meet Rosetta
- Disney Fairies: Meet Silvermist
- Disney Fairies: Meet Iridessa

### Magazine
Dal 1º novembre 2005 al 1º settembre 2012 viene pubblicato il magazine Disney Fairies - Il mondo segreto di Trilli prodotto dalla Walt Disney Company Italia e pubblicato internazionalmente da Egmont Magazines.

### Graphic novel
Nel 2007 Kodansha pubblica una serie di manga targati Disney Fairies distribuiti internazionalmente da Tokyopop.
Nel 2009 la casa editrice newyorkese Papercutz ottiene la licenza per produrre una serie di graphic novel sui personaggi del franchise.

## Film di Trilli
Dal 2008 al 2014 è stata prodotta una serie di film d'animazione in CGI incentrata su Trilli e le sue amiche. Prodotta dai DisneyToon Studios e distribuita dalla Walt Disney Studios Home Entertainment, la serie è costituita da sei lungometraggi direct-to-video e due speciali televisivi.

### Film
- Trilli (Tinker Bell) (2008)
- Trilli e il tesoro perduto (Tinker Bell and the Lost Treasure) (2009)
- Trilli e il grande salvataggio (Tinker Bell and the Great Fairy Rescue) (2010)
- Trilli e il segreto delle ali (Secret of the Wings) (2012)
- Trilli e la nave pirata (The Pirate Fairy) (2014)
- Trilli e la creatura leggendaria (Tinker Bell and the Legend of the NeverBeast) (2014)

### Speciali TV
- I Giochi della Radura Incantata (Pixie Hollow Games) (2011)
- Sfida ai fornelli nella Radura Incantata (Pixie Hollow Bake Off) (2013)

## Fatine dai film

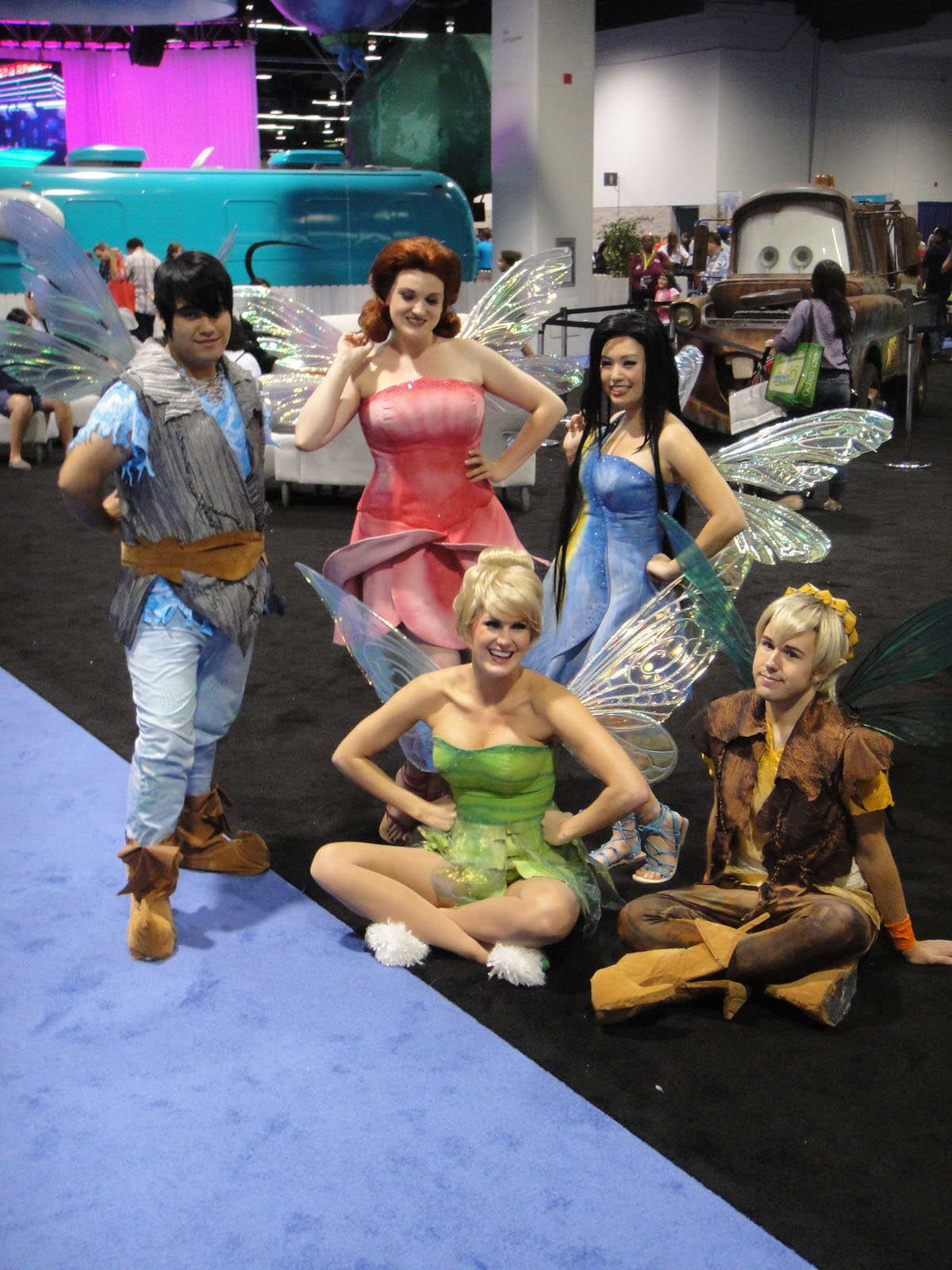
Un gruppo di cosplayer interpretano alcuni personaggi del franchise al D23 Expo del 2011

Trilli: (nella versione originale Tinker Bell) è la nuova fatina Tuttofare. Nel primo film non è contenta del dono concessole, perché, non avendo un talento legato alla natura, non può andare nel mondo fermo a portare la primavera. Tuttavia, in seguito si rende conto che ogni talento è importante e diventa orgogliosa di essere una Tuttofare; inoltre, la Regina Clarion cambia le regole e permette anche ai Tuttofare di andare nel mondo fermo, cosa dimostrata nel primo e nel terzo film. Ha un carattere vivace e determinato, anche se spesso sa essere irruenta. Il suo colore preferito è il verde (come confessa in Trilli e il grande salvataggio), il suo piatto preferito è il muffin alla zucca e il suo fiore preferito è la campanula argentata. È innamorata (ricambiata) di Terence, come si evince dal quarto film, in cui la fatina sembra ammetterlo con la sorella Pervinca, che le chiede se sono fidanzati, ma la balbuzia di Trilli rende l'ufficialità della cosa leggermente ambigua.
Argentea: (Silvermist) è la fata dell'acqua. È comprensiva e pronta ad aprire il suo cuore a Trilli; di indole gentile e paziente, è la prima fata a diventare amica di Trilli. Il suo colore preferito è il blu oltremare. I suoi luoghi preferiti sono gli scivoli d'acqua e il fiore che preferisce è il loto. La sua migliore amica è Daina.
Rosetta: è la fata giardiniera. Ama il bello e porta la bellezza nella vita di tutti. La sua migliore amica è Iridessa. Il suo fiore preferito è la rosa e il suo colore preferito è il rosa. È vanitosa ma gentile, detesta il fango (come dimostrato in Trilli e il grande salvataggio), ma riesce a superare questa paura (in I giochi della Radura Incantata), è innamorata (ricambiata) di un folletto dell'inverno.
Daina: (Fawn) è la fata degli animali. Le amiche la considerano "il giullare del gruppo", per via del suo temperamento sempre giocoso ed esuberante. Adora tutte le tonalità del colore "terra" e, come fiore, la bocca di leone. La sua migliore amica è Argentea. È allegra e divertente, e non sta mai ferma.
Iridessa: è la fata della luce. È molto intelligente e spesso nervosa. Adora il colore giallo e i suoi fiori preferiti sono il girasole e la primula. La sua migliore amica è Rosetta. Tende a parlare molto velocemente.
Vidia: è la fata del volo veloce, un talento raro. È molto fiera e sicura di sé, e si reputa la migliore del gruppo. Nel primo film è egocentrica, le piace volare da sola, e non sopporta Trilli, ricambiata. Nel secondo film non compare quasi mai, mentre nel terzo è molto più altruista e si sacrifica per Trilli per farla stare con il suo ragazzo, che però riesce a salvarla. Nel finale, si fa capire che le due sono diventate, finalmente, grandi amiche.
Pervinca: (Periwinkle) è una fata d'inverno, sorella di Trilli con il talento della brina. Curiosa e vivace, ama leggere racconti sull'estate, le farfalle e l'albero della polvere magica, le piace pattinare su cascate ghiacciate e fare turbini di brina. Fa la conoscenza di Trilli nei Boschi Innevati e insieme scoprono il segreto delle ali delle fate.
Gliss: è una fata dell'inverno dalla personalità aperta alle novità che vede sempre le cose positivamente. É un vero e proprio spirito libero. É divertente e un po' esuberante e la sua migliore amica è Spike.
Spike: è una fata dell'inverno dalla personalità che è simile a quella di Vidia. È rispettosa delle regole e di indole amabile. La sua migliore amica è Glise.
Zarina: è la fata custode della polvere magica. Rossa, tosta, sfrontata e atletica, ha un look simile a quello di Elizabeth Swann. È una sorta di pirata al femminile: intelligente e combattiva, crea un nuovo tipo di polvere di fata che le dà il potere di ottenere tutti i talenti delle altre fate. Armata della sua spada (uno spillo per cappello), decide di abbandonare la Radura Incantata per unirsi ai pirati della Roccia del Teschio, non prima di aver rubato della misteriosa polvere magica blu.
Terence: folletto Spargipolvere, all'inizio semplice miglior amico di Trilli e suo co-protagonista nel secondo film, ma successivamente si scopre innamorato di lei. Nel quarto film i due appaiono decisamente innamorati, ma non è molto chiaro se il loro rapporto sia già "ufficializzato". Allegro e gentile con tutti, non sopporta i litigi.
Clank e BloBlò: (Clank e Bobble) folletti Tuttofare fratelli amicissimi di Trilli e delle altre. Simpatici e pasticcioni e, tuttavia, geniali Tuttofare, fanno parte del gruppo, soprattutto nel terzo film.
Regina Clarion: è la regina della Fate, dal lungo abito dorato e le ali scintillanti, indossa una lucente corona di petali.
Lord Milori: è il folletto Signore dell'Inverno, innamorato della Regina Clarion e da lei corrisposto. Fa la sua prima apparizione nel quinto film della saga.
Fairy Mary: è la fatina a capo dei tuttofare. È una fatina energica e sbrigativa, che ripone grande fiducia in Trilli.
Fairy Gary: è il folletto a capo degli spargipolvere, che vive di un complesso dovuto al fatto che porta un gonnellino scozzese.

## Fatine dai libri
Fira: è una fata della luce. Addestra le lucciole dell'Isola che non c'è. I suoi colori preferiti sono il giallo e il color oro. Il suo fiore preferito è il girasole. Le sue amiche sono Iridessa e Beck. Ha paura delle eclissi.
Lily: è una fata giardiniera. È paziente e amichevole. Le sue amiche sono Bess e Rosetta. Il suo colore preferito è il verde. Ama il suo giardino e odia starne lontana. Adora le torte di frutta.
Bess: è una fata dell'arte. È un po' confusionaria. La sua amica del cuore è Lily. Adora il tulipano. Non ha un colore preferito: le piacciono tutti! Il suo posto preferito è il suo studio. Il suo oggetto preferito è il suo primo pennello. Odia le critiche.
Beck: è una fata degli animali. È un po' timida. Sa parlare benissimo la lingua degli uccelli. Le sue migliori amiche sono Daina e Fira. Adora il marrone e il verde. Il suo fiore preferito è il soffione. Adora le frittelle di ghiande.
Rani: è una fata dell'acqua. È amica di Trilli, Prilla e Argentea. Adora la ninfea acquatica. Odia i deserti. Il suo cibo preferito è il ghiacciolo al melone. Ama stare sott'acqua. Il suo colore preferito è l'acquamarina. È contro la siccità. Da quando è caduta in acqua non ha più le ali.
Prilla: non ha ancora scoperto il suo talento e questo la rende un po' insicura, ma sa essere anche esuberante e acrobatica. Le sue migliori amiche sono Rani e Trilli. Adora il colore rosa e la margherita. Il suo luogo preferito è il Mondofermo.

## Luoghi
Mondofermo: è il mondo degli umani. Per arrivarci, bisogna volare oltre la seconda stella a destra. Lo chiamano "fermo", perché sono le fate a mutare il suo aspetto. Nel primo film, una fata Tuttofare come Trilli non può andarci perché non ha un talento legato alla natura, ma questa regola viene annullata nel finale del primo film e negli altri due. Da esso arrivano oggetti smarriti, che per molti Tuttofare sono considerati tesori.
Radura incantata: lì vivono le fate e i folletti di ogni talento. A capo di essa c'è la regina Clarion. In esso si celebra il Baccanale d'Autunno.